# Métro de Los Teques
Le métro de Los Teques est un système de métro dont la première ligne est suburbaine, reliant la ville de Caracas à Los Teques, capitale de l'État de Miranda, au Venezuela. La ligne a été inaugurée en service partiel le 3 novembre 2006. La ligne comporte cinq stations sur un tronçon de 11,2 km avec une correspondance avec le métro de Caracas.

## Historique
Les premières études d'un système de train de banlieue pouvant relier la ville de Los Teques à la capitale du pays furent menées en 1986, afin de décongestionner l'autoroute panaméricaine et pour assurer la mobilité des populations établie entre les deux villes. Après 10 ans d'hésitations, le gouvernement en décida la construction fin 1997. Le 19 octobre 1998, fut créée la CA Metro de Los Teques, entreprise publique de gestion de tous les travaux civils et administratifs liés au projet. Les études de faisabilité furent terminées fin 1999.
Les travaux d'infrastructure du tronçon Las Adjuntas - Alí Primera commencèrent en mars 2001, le président Hugo Chávez posant la première pierre. La mise en service était alors annoncée pour 2004. Le coût des travaux est estimé à 851 millions US dollars. Une partie du projet fut financée par la Compagnie andine de développement. L'appel d'offres tardif pour la partie génie civil (infrastructures) lancé en juillet 2001 sera finalement gagné par Odebrecht (50%), Astaldi (30%) et Vinccler. L'appel d'offres pour la partie système (équipements électromécaniques, soit matériel roulant, système d'alimentation traction, système d'alimentation électrique des bâtiments, système de contrôle et de pilotage des trains, téléphonie et radiocommunications, ainsi que les équipements de stations et des tunnels) fut plus tardive encore, décembre 2004. C'est un consortium français Frameca, constructeur du métro de Caracas, qui remporta le contrat en septembre 2005. Le consortium regroupant Alstom, Bombardier (Ex ANF Industrie), Cogifer, CSEE Transport, SGTE, SISECA, Siemens Transport (Ex-Matra Transport), SPIE RAILS et Thales IS. La mise en service est alors prévue en octobre 2006 pour la première voie et en début de l'année 2008 pour la seconde.
La ligne comporte six tunnels d´une longueur cumulée de 6,1 km (représentant les deux-tiers de sa longueur totale) ainsi que quatre ponts. Le tunnel Carrizalito de 3,6 km est alors le plus long tunnel d´Amérique latine en métro suburbain.
Les travaux nécessaires de construction inclurent d'importants travaux de canalisation de la rivière San Pedro qui longe la ligne. L'autre difficulté c'est la différence d'altitude des deux stations : 970 m pour Las Adjuntas et 1,160 m. pour El Tambor.
La construction de cette ligne fut sous la responsabilité de Capuchinos dont sont également actionnaires l'État de Miranda et la ville de Guaicaipuro.

### Une inauguration en service partiel et par étapes
Cette section de 9,5 km, Las Adjuntas - Alí Primera (ex-El Tambor), sans station intermédiaire, fut inaugurée de manière restreinte le 3 novembre 2006. En effet, le "métro" fonctionnait en navette avec un train de quatre véhicules, sur une seule voie puisque la seconde voie était encore en construction et selon un horaire spécial (heures de pointe) de 5 h 00 à 9 h 00, puis de 17 h 00 à 23 h 00.
Le 22 octobre 2007 fut mise en service la deuxième voie de la ligne. Le 19 novembre 2007, deux nouveaux trains étaient intégrés au système, soit quatre au total en service, permettant une réduction du temps d'attente de 17 à 9 minutes. L'horaire devint alors plus régulier. Le contrat d'Alstom prévoyait la livraison de six trains.
La construction de l'extension de la ligne 1, sous le nom de ligne 2, a officiellement débuté en mars 2007 pour une mise en service en 2010. Le Consorcio Linea 2 composé des entreprises Odebrecht et Vinccler gagne le contrat clé-en-main. Le contrat des équipements de la ligne de 530 millions d'euros n'a été attribué qu'en octobre 2011 à un consortium dirigé par Alstom et comprenant Colas Rail et Thales.
Le 11 décembre 2012 sera intégrée une troisième station, Guaicaipuro, soit 0,7 km de plus, et le 1er décembre 2013, une quatrième, appelée Independencia avec un km de ligne de plus. La station Ayacucho, entre Las Adjuntas et Alí Primera sera inaugurée le 7 octobre 2015.

## Une ligne unique
La ligne 1 comporte trois stations et se poursuit par une ligne 2 dans une continuité avec deux stations mises en service. La ligne est en correspondance avec la ligne 2 du métro de Caracas à la station Las Adjuntas. Environ 40 000 passagers empruntent cette ligne chaque jour.
Alstom a fourni 22 rames de métro de six voitures Metropolis, la première livrée en mai 2015, la dernière en avril 2017, ainsi que l'électrification moyenne tension, les sous-stations de traction et une partie de l'équipement de signalisation.

## Projets de développement
Le projet prévoit la construction de la ligne 2, puis de la ligne 3 dans la continuité. Cette extension de la ligne 1, sous le nom de ligne 2, sera de 12 km avec trois nouvelles stations (six au total) et se terminera à la station San Antonio de Los Altos. Une ligne 3 est proposée (18,5 km) qui commencera à partir de la station San Antonio et reliera certaines communes avant de faire une boucle vers une station de la ligne 3 du métro de Caracas, La Rinconada.